# Krka (Kroatien)
Die Krka ist ein Fluss in Kroatien. Mit einer Länge von 72,5 km steht er in der Rangliste der längsten Flüsse Kroatiens auf Platz 22.
Die Krka entspringt 3,5 km nordöstlich des Stadtzentrums von Knin am Fuße des Dinarischen Gebirges aus einer Karstquelle beim Wasserfall Topoljski buk (22 m Höhe) und fließt bei Šibenik ins Meer. Der Quellfluss Krčić, der den bei ausreichender Wassermenge in den Quellteich stürzenden Wasserfall bildet, führt regelmäßig nur zwischen Schneeschmelze und Spätsommer sowie nach ergiebigen Regenfällen Wasser. Bei Knin mündet von rechts die 39 km lange Butižnica ein. Hinter der Stadt tritt der Fluss in eine enge Schlucht.
Auf den oberen 49 km führt die Krka Süßwasser, auf den unteren 23,5 km etwa ab den Wasserfällen von Skradinski Buk Brackwasser. Bis zu diesem Punkt ist sie auch von See her mit Booten und kleinen Schiffen befahrbar. Ein Großteil des Flussverlaufes befindet sich im Nationalpark Krka und ist somit geschützt.